# Mer des Philippines
La mer des Philippines est une mer marginale de l'océan Pacifique située entre les îles de Honshū, Shikoku et Kyûshû (Japon), l'archipel Nansei (Japon), Taïwan, les Philippines, Morotai (dans le Nord-Est de l'Indonésie), Palaos, la     Micronésie, Guam, les îles Mariannes du Nord et l'archipel Nanpō (Japon). Elle est la plus importante mer du monde et y constitue le quatrième espace maritime, après les océans Pacifique, Atlantique et Indien.

## Géographie
L'Organisation hydrographique internationale définit les limites de la mer des Philippines de la façon suivante :
Elle est bordée :
- À l'ouest : du tanjung Sopi (2° 38′ 43″ N, 128° 34′ 02″ E), l'extrémité septentrionale de pulau Morotai, jusqu'au tanjung Andaruwa (4° 29′ 25″ N, 126° 51′ 16″ E), sur la  côte nord-est de pulau Karakelong, dans l'archipel Talaud, de là vers le sud le long des côtes jusqu'au tanjung Pallo (3° 43′ 42″ N, 126° 49′ 22″ E), l'extrémité méridionale de pulau Kaburuang,  de là une ligne jusqu'à la pointe sud de Sangihe Besar (3° 20′ 16″ N, 125° 36′ 42″ E), à travers cette île jusqu’à sa pointe nord et de là une ligne en direction du nord, jusqu'à Tinaca Point (5° 33′ 18″ N, 125° 19′ 55″ E), l'extrémité sud de Mindanao, puis montant sa côte ouest  jusqu'à Tagolo Point (8° 43′ 36″ N, 123° 22′ 45″ E), de là traversant jusqu'à Siaton Point (9° 02′ 18″ N, 123° 00′ 57″ E), l'extrémité sud de Negros, puis remontant le long de la côte ouest de cette île jusqu'à son extrémité nord, de là une ligne jusqu'à Tagubanhan (11° 08′ 31″ N, 123° 09′ 07″ E), le long des côtes sud-est et ouest de Panay jusqu'à Nasog Point (11° 53′ 56″ N, 121° 53′ 06″ E), son extrémité nord-ouest, une ligne passant par les îles Caluya et Semirara, jusqu'à Buruncan Point (12° 12′ 26″ N, 121° 14′ 39″ E), l'extrémité sud de Mindoro. De là, sa côte sud-ouest jusqu'au cape Calavite (13° 26′ 42″ N, 120° 17′ 57″ E), la pointe nord-ouest de Mindoro. De là, une ligne joignant le cape Calavite à Palapag Point (13° 51′ 52″ N, 120° 05′ 26″ E), l'extrémité nord-ouest de l'île de Lubang, puis une ligne joignant Fuego Point (14° 08′ 05″ N, 120° 34′ 07″ E), sur la côte sud-ouest de Luçon, ensuite le long des côtes occidentales et septentrionales de cette île jusqu'au cap Engaño (18° 31′ 25″ N, 122° 13′ 08″ E), de là une ligne en direction du nord jusqu'aux extrémités orientales de Balintang et d'Amianan, de cette dernière île une ligne en direction du nord-est jusqu'à l'Oluan Bi (21° 53′ 49″ N, 120° 51′ 35″ E), l'extrémité méridionale de Taïwan, puis par la côte est jusqu'au Sandiao Jiao (25° 00′ 33″ N, 122° 00′ 11″ E), son extrémité nord-est.

- Au nord : depuis le Sandiao Jiao, l’extrémité nord-est de Taïwan, une ligne  jusqu’à la pointe ouest de Yonaguni-jima puis jusqu’à Hateruma-jima (24° 03′ 39″ N, 123° 48′ 38″ E). De là une ligne excluant les  Miyako-retto jusqu’à la pointe est de Miyako-jima et de là jusqu’à Ara Saki (26° 04′ 29″ N, 127° 40′ 36″ E), l’extrémité méridionale de  Okinawa-shima, à travers cette île jusqu’à Adaka-jima, sur la pointe est de Kikaiga-shima (28° 21′ 40″ N, 130° 02′ 03″ E) à travers Tanega-shima jusqu’à sa pointe nord, et jusqu’à Hi Zaki (31° 17′ 04″ N, 131° 07′ 51″ E) à Kyushu puis le long des côtes japonaises jusqu'à la péninsule d'Izu.
- À l'est: par une crête reliant la péninsule d'Izu (Japon) (34° 36′ 04″ N, 138° 50′ 35″ E) à l'archipel d'Izu, de là à l'archipel d'Ogasawara, puis par les Kazan Rettō (Iles Volcano) (24° 48′ 49″ N, 141° 19′ 31″ E) aux îles Mariannes,  tous ces archipels étant compris dans la mer des Philippines.
- Au sud : par une ligne reliant Guam, Yap, l'archipel des Palaos et Morotai.

## Bathymétrie
Le fond de la mer des Philippines est constitué par la plaque philippine qui, à l'ouest, passe sous la plaque eurasiatique ayant formé l'archipel des Philippines. Entre les deux plaques se trouve la fosse des Philippines (10 540 mètres de profondeur). 
À l'est, la plaque pacifique passe sous la plaque des Philippines pour former la fosse des Mariannes (10 912 mètres de profondeur).

## Histoire
Du 19 au 20 juin 1944, la mer des Philippines a été le théâtre de la bataille de la mer des Philippines, une bataille navale et aérienne de la guerre du Pacifique pendant la Seconde Guerre mondiale, et qui a opposé la Marine impériale japonaise et la Marine des États-Unis.